# Theresa Knorr
Theresa Jimmie Francine Knorr, nata Cross, (Sacramento, 14 marzo 1946) è una criminale statunitense, condannata per la morte, in seguito a torture, di due delle sue figlie, mentre usava gli altri figli per agevolare e nascondere i suoi crimini.
Attualmente sta scontando due ergastoli consecutivi presso il California Institution for Women di Chino, in California.

## Infanzia e gioventù
Knorr è nata a Sacramento, in California nel 1946, la più giovane delle due figlie di Swannie Gay (nata Myers) e James "Jim" Cross. Swannie Cross aveva avuto anche un figlio e una figlia da un precedente matrimonio. Jim Cross lavorò come assistente casaro in un caseificio locale. L'uomo riuscì a risparmiare abbastanza denaro per comprare una casa a Rio Linda. A fine anni '50 gli venne diagnosticato il morbo di Parkinson e ciò lo costrinse a lasciare il lavoro. Successivamente, sviluppò una depressione e, secondo quanto riferito, sfogava la rabbia e le frustrazioni sulla sua famiglia. Swannie Cross mantenne la famiglia a galla in ambito finanziario. Secondo quanto riferito, Teresa era molto affezionata a sua madre e fu devastata dalla sua morte per insufficienza cardiaca congestizia nel marzo 1961. Successivamente, incapace di mantenere la casa di famiglia, Jim Cross la vendette.

## Matrimoni
Il 29 settembre 1962, a 16 anni Theresa sposò Clifford Clyde Sanders, un ragazzo di cinque anni più grande che aveva incontrato qualche mese prima. Abbandonò immediatamente la scuola superiore, rimase incinta e il 16 luglio 1963 diede alla luce il suo primo figlio, Howard Clyde Sanders. Il matrimonio dei Sanders fu burrascoso perché Teresa era possessiva e accusò ripetutamente Sanders di infedeltà. La coppia litigava spesso e il 22 giugno 1964, Theresa affermò che Sanders le aveva dato un pugno in faccia durante una di queste discussioni. Theresa denunciò l'incidente alla polizia ma si rifiutò di sporgere denuncia nei confronti di Sanders. Le accuse di aggressione furono successivamente ritirate.
Il 6 luglio 1964, il giorno dopo il compleanno di Sanders, la coppia stava discutendo perché l'uomo aveva trascorso il suo compleanno con gli amici invece che a casa. Durante la discussione, Sanders disse a Theresa che la voleva lasciare. Theresa si infuriò e sparò a Sanders alla schiena con un fucile mentre usciva dalla porta.
Theresa fu arrestata e accusata dell'omicidio di Sanders, del quale si dichiarò non colpevole sostenendo di aver agito per legittima difesa. Durante il processo, Theresa, incinta del suo secondo figlio, affermò di aver sparato a Sanders perché era un alcolizzato violento che abusava di lei fisicamente. Diversi parenti di Sanders testimoniarono che non era violento e l'accusa sostenne che Theresa avesse ucciso Sanders "maliziosamente" e "senza provocazione". La sorella maggiore di Theresa testimoniò affermando che la donna era possessiva e gelosa e "lo avrebbe ucciso prima che qualsiasi altra donna avesse potuto averlo". Theresa fu assolta per l'omicidio di Sanders il 22 settembre 1964 e successivamente diede alla luce il suo secondo figlio, Sheila Gay Sanders, il 16 marzo 1965.
Dopo la nascita di Sheila, Theresa iniziò a bere molto. Beveva regolarmente all'American Legion Hall dove incontrò Estelle Lee Thornsberry, un veterano disabile dell'Esercito degli Stati Uniti. I due iniziarono ad uscire e alla fine andarono a vivere insieme. Durante la relazione, Teresa lasciava abitualmente i suoi figli con Thornsberry mentre usciva per bere. Thornsberry iniziò ad infastidirsi quando Theresa cominciò a non rientrare a casa, stando via per giorni interi, e terminò la relazione qualche mese dopo, una volta scoperto che stava avendo una relazione con il suo migliore amico. Poco dopo la fine della relazione con Thornsberry, Theresa incontrò e iniziò una relazione con un soldato del Corpo dei Marine di nome Robert Knorr. Presto rimase incinta e la coppia si sposò il 9 luglio 1966.
Il terzo figlio di Knorr, Suesan Marline Knorr, nacque il 27 settembre 1966. La coppia ebbe altri tre figli. Il matrimonio di Theresa e Robert Knorr iniziò a deteriorarsi dopo che lei iniziò ad accusare suo marito di averla tradita. Stufo delle continue accuse di Theresa, Knorr la lasciò nel giugno 1969 e ottenne il divorzio nel 1970. Dopo il divorzio, Robert Knorr tentò di vedere i suoi figli, ma Theresa gli impedì di farlo.
Theresa Knorr si sposò altre due volte; nel 1971, sposò il ferroviere Ronald Pulliam. Quel matrimonio iniziò a crollare quando Theresa iniziò, nuovamente, a lasciare i suoi figli con Pulliam mentre restava fuori la notte a bere e fare festa. I due divorziarono nel 1972 dopo che l'uomo si convinse che Theresa avesse una relazione extraconiugale. Il suo ultimo matrimonio fu con il redattore del Sacramento Union Chester Harris, che sposò nell'agosto 1976. La figlia di Knorr, Suesan, si affezionò molto a Harris, rendendo gelosa Theresa. La donna chiese il divorzio da Harris nel novembre 1976 dopo aver scoperto che Harris si divertiva a scattare foto consensuali a donne nude.

## Abuso di minori
Knorr era fisicamente, verbalmente e psicologicamente violenta nei confronti dei suoi figli. Dopo il suo quarto divorzio, il suo alcolismo e il suo comportamento abusivo aumentarono, e inoltre guadagnò un'enorme quantità di peso e iniziò ad essere irascibile e a vivere da eremita. Scollegò il telefono fisso e non diede la possibilità ai bambini di avere visitatori. Knorr e i suoi figli passarono molti anni a Orangevale prima di trasferirsi in un appartamento con due camere da letto a Sacramento; secondo quanto riferito, Howard, il figlio maggiore, lasciò la famiglia prima del trasferimento a Sacramento. Secondo i vicini, l'appartamento era sporco e puzzava di urina. I vicini notarono anche che i bambini, che Knorr non lasciava mai uscire, sembravano sempre spaventati, nervosi e tesi.
Per anni, Knorr ha torturato e abusato dei suoi figli in vari modi: picchiandoli, dando loro da mangiare forzatamente, bruciandoli con le sigarette e lanciando loro coltelli addosso. Ha costretto i suoi figli a tenersi fermi l'uno con l'altro mentre lei li picchiava e li torturava. Una volta ha puntato una pistola alla testa della figlia minore Terry e ha minacciato di ucciderla. Knorr concentrava la sua rabbia e i suoi abusi principalmente sulle sorelle maggiori di Terry, Suesan e Sheila. In un'intervista, Terry disse che sua madre non sopportava il fatto che Suesan e Sheila stessero maturando e diventando giovani donne attraenti mentre lei invecchiava.
Knorr credeva anche che il suo quarto marito, Chester Harris, avesse trasformato Suesan in una strega, perciò la ragazza ricevette la parte peggiore degli abusi. Dopo un duro pestaggio, Suesan scappò di casa. Venne trovata dalla polizia e condotta in un ospedale psichiatrico, dove riferì al personale che sua madre la maltrattava. Knorr negò le accuse di abuso e disse al personale dell'ospedale che Suesan aveva problemi mentali. Le autorità non indagarono ulteriormente sulla questione e Suesan tornò nuovamente sotto la custodia di sua madre che la punì per essere fuggita, picchiandola mentre indossava un paio di guanti di pelle. Costrinse poi gli altri figli a picchiare la sorella a turno. Nelle settimane successive, Knorr ammanettò Suesan al suo letto e ordinò agli altri figli di sorvegliarla. Si rifiutò di lasciarla uscire di casa e la costrinse a lasciare la scuola. Knorr ritirò tutti i figli da scuola e la maggior parte di loro non andò mai oltre la terza media.

## La morte di Suesan
Nel 1982, Knorr si convinse che Suesan le stava lanciando incantesimi per farla ingrassare. Suesan negò, ma Knorr, in preda alla rabbia, le sparò al petto con una pistola calibro .22. Il proiettile si conficcò nella schiena della ragazza, ma Knorr si rifiutò di dare il permesso a Suesan di ricevere cure mediche e la lasciò moribonda nella vasca da bagno. Suesan però sopravvisse, così Knorr iniziò a curarla e permise anche alle altre sue figlie di aiutare Suesan. Alla fine la giovane si riprese senza ricevere cure mediche professionali.
Nel luglio 1984, Knorr e Suesan iniziarono un'altra discussione durante la quale la madre pugnalò la figlia alla schiena con un paio di forbici. Knorr rifiutò nuovamente di concedere aiuto medico a Suesan. Poche settimane dopo, Suesan, stanca di essere maltrattata, decise di trasferirsi in Alaska. Knorr accettò di lasciarla andare, a condizione che lei le consentisse di rimuovere il proiettile dalla sua schiena, cosicché non potesse essere usato come prova nel caso in cui Suesan l'avesse denunciata. Suesan accettò con riluttanza. Knorr diede a Suesan delle capsule di tioridazina e del liquore come anestetico che fecero svenire Suesan e, mentre era incosciente, Knorr ordinò al figlio quindicenne Robert di rimuovere il proiettile con un coltello X-Acto. Suesan si svegliò il giorno seguente iniziando a provare molto dolore e nei giorni seguenti sviluppò sepsi, cominciando a delirare. Knorr tentò di curarla con ibuprofene e antibiotici ma le cure furono inefficaci e le condizioni di Suesan continuarono a peggiorare.
Il 16 luglio 1984, Knorr impacchettò tutti gli averi di Suesan in sacchi della spazzatura e, dopo averle legato braccia e gambe e averle messo del nastro adesivo sulla bocca, ordinò ai suoi figli Robert e William di mettere Suesan nella loro auto. La portarono a Squaw Valley, dove Robert e William la distesero sul ciglio della strada, sopra le borse che contenevano le sue cose. Infine Knorr inzuppò Suesan e le borse di benzina e diede fuoco alla ragazza. Il corpo ancora fumante di Suesan venne ritrovato il giorno seguente. L'autopsia determinò che era ancora viva quando le era stato dato fuoco ma, a causa dello stato del cadavere, le autorità non poterono identificare con chiarezza chi fosse e Suesan venne classificata come Jane Doe numero 4873/84.

## La morte di Sheila
Dopo la morte di Suesan, Theresa Knorr iniziò a convogliare la maggior parte della sua rabbia e degli abusi verso un'altra figlia, Sheila. Nel maggio 1985, Knorr, che non lavorava e riceveva un sussidio dallo Stato della California, costrinse Sheila a prostituirsi per sostenere la famiglia. La donna inizialmente era soddisfatta grazie alle ingenti somme di denaro che Sheila guadagnava, tanto da permettere alla ragazza di uscire di casa ogni qual volta lo desiderasse. Dopo qualche settimana però Knorr si infuriò e accusò Sheila di essere incinta e di aver contratto una malattia sessualmente trasmissibile e di averla trasmessa, a sua volta, a lei attraverso la tavoletta del water. Sheila inizialmente negò le accuse, spingendo così Knorr a picchiarla, a legarla e a chiuderla in un armadio, al caldo cocente e senza ventilazione. Proibì inoltre agli altri figli di dare a Sheila cibo o acqua, o di aprire la porta dell'armadio. Terry Knorr però disobbedì e diede a Sheila una birra. In seguito, la sorella minore affermò: "Lei voleva che Sheila confessasse. Quello era il suo modo per ottenere quello che voleva. Picchiarci fino a quando non confessavamo." Per porre fine alla punizione, Sheila confessò infine di essere incinta e di avere una malattia trasmissibile sessualmente, ma la madre non la lasciò comunque uscire dall'armadio, con la scusa che le stava mentendo. Sheila morì tre giorni dopo, il 21 giugno 1985, per disidratazione e fame. Knorr scoprì il decesso dopo altri tre giorni e, ancora una volta, ordinò ai figli William e Robert di liberarsi del corpo di Sheila, oramai in decomposizione, che stava spargendo un terribile fetore in tutto l'appartamento. I ragazzi misero il corpo di Sheila in una scatola di cartone che smaltirono vicino all'aeroporto di Truckee. Il corpo di Sheila fu scoperto poche ore dopo, ma, come per la sorella, non fu identificato e venne classificato come Jane Doe numero 6607-85.
Anche se il corpo di Sheila non c'era più, l'odore della decomposizione persisteva ancora nell'appartamento. Knorr temette che l'odore e i residui biologici nell'armadio potessero implicarla nella morte di Sheila. Il 29 settembre 1986, portò fuori tutti gli averi di famiglia e ordinò alla figlia minore Terry di bruciare l'appartamento nel tentativo di distruggere qualsiasi prova fisica. Durante la notte, Terry Knorr gettò tre contenitori di liquido infiammabile sul pavimento dell'appartamento e gli diede fuoco. L'incendio causò pochi danni, grazie alla rapida segnalazione dei vicini. L'armadio in cui morì Sheila non venne danneggiato e, dopo l'arresto di Knorr, gli investigatori furono in grado di rimuovere il sottofondo dall'armadio per cercarvi delle tracce biologiche. Dopo aver lasciato l'appartamento di Sacramento, Knorr si nascose. I figli rimasti, che erano ormai maggiorenni, ruppero tutti i legami con la madre. Anche la figlia più giovane di Knorr, Terry, di appena 16 anni, lasciò la madre e usò il documento di identità di Sheila per fingersi adulta. L'unico figlio rimasto con Knorr fu Robert che allora aveva 19 anni. I due si trasferirono a Las Vegas, dove cercarono di non dare nell'occhio. Nel novembre 1991, Robert Knorr fu però arrestato dopo aver ucciso un barista durante un tentativo di rapina che gli costò una condanna a 16 anni di prigione. Poco dopo il suo arresto, Knorr lasciò Las Vegas e si trasferì a Salt Lake City.

## Arresti e condanne
Dopo essere fuggita dalla madre, Terry Knorr tentò di denunciare gli omicidi delle sorelle alla polizia dello Utah, ma gli agenti la mandarono via dicendole di essersi inventata tutto, così come fece anche lo psicologo a cui si confidò.
Il 28 ottobre 1993, Terry Knorr contattò America Most Wanted, un programma televisivo statunitense, il quale le chiese di contattare i detective della Contea di Placer, dov'era stato ritrovato il corpo di Suesan, che presero seriamente le sue dichiarazione e iniziarono a un'indagine ufficiale. I detective collegarono le due sconosciute trovate in quell'area nel 1984 e nel 1985 alle storie dettagliate sulla morte delle sorelle di Terry Knorr e arrivarono alla conclusione che stava dicendo la verità. William Knorr fu arrestato il 4 novembre 1993 a Woodland dove viveva e lavorava mentre il fratello Robert Knorr venne accusato degli omicidi delle sorelle. Il 10 novembre 1993, Theresa Knorr fu arrestata nella sua casa di Salt Lake City. Al momento del suo arresto, Knorr stava usando il suo cognome da nubile, Cross, e lavorava come badante per la madre di 86 anni del suo padrone di casa.
Il 15 novembre 1993, Knorr venne accusata di due omicidi, di associazione a delinquere per commettere omicidio, omicidio multiplo e omicidio causato da tortura. Knorr inizialmente si dichiarò non colpevole, ma successivamente fece un accordo con l'accusa dopo aver appreso che suo figlio Robert aveva accettato di testimoniare contro di lei in cambio di una riduzione di pena. La donna si dichiarò colpevole a condizione di non ricevere la pena di morte. Il 17 ottobre 1995, Knorr fu condannata a due ergastoli consecutivi e incarcerata presso il California Institution for Women di Chino. Potrà fare richiesta di libertà condizionale nel 2027.
William Knorr fu condannato alla libertà vigilata e fu costretto ad andare in terapia per aver partecipato all'omicidio di sua sorella Suesan. In cambio della sua testimonianza, l'accusa lasciò cadere tutte le accuse contro Robert Knorr, salvo quella di concorso in relazione all'omicidio di Sheila. Robert Knorr, si dichiarò colpevole e venne condannato a tre anni di prigione, che scontò unitamente alla sua condanna a 16 anni per l'omicidio del 1991 di un barista di Las Vegas.

## Conseguenze
Dopo l'arresto di Knorr, la polizia decise di riaprire il caso di omicidio della sorella, Rosemary Norris. Norris venne trovata strangolata in fondo ad un vicolo nella Contea di Placer nel 1983 dopo essere andata a fare la spesa a Sacramento. La polizia in seguito stabilì che Knorr non era coinvolta nella morte di Norris.
Dopo essersene andata di casa, Terry Knorr si è sposata due volte e alla fine si è trasferita a Sandy, nello Utah, dove ha vissuto con il suo secondo marito. Ha lavorato come cassiera di un negozio di alimentari nello stesso quartiere in cui anche sua madre viveva e lavorava prima del suo arresto. A quanto pare Theresa e Terry non sapevano di vivere nella stessa zona e non si incontrarono mai. Terry Knorr è morta nel 2011, a 41 anni, per insufficienza cardiaca.

## Nella cultura di massa
Il film horror del 2010 The Afflicted (anche intitolato Another American Crime) è vagamente basato sul caso di Theresa Knorr. Il film segue gli eventi della vicenda reale attraverso una linea temporale compressa in maniera sostanziale. A differenza del caso reale, il film termina con la figlia più giovane che uccide la madre e uno dei suoi fratelli prima di suicidarsi.
Gli omicidi sono stati trattati dalla serie di A&E Cold Case Files, con un'intervista esclusiva a Terry Knorr Walker. Il caso è stato trattato anche nelle serie Most Evil, Wicked Attraction e Donne mortali.